# 월드워2: 나치의 침공
월드워2: 나치의 침공(Bloodrayne: The Third Reich)은 독일에서 제작된 우베 볼 감독의 2011년 액션, 코미디, 모험, 공포, 판타지 영화이다. 나타샤 말드 등이 주연으로 출연하였고 우베 볼 등이 제작에 참여하였다.

## 출연

### 주연
- 나타샤 말드
- 클린트 하워드

### 조연
- 마이클 파레
- 브렌단 플레처
- 윌렘 벨리
- 나탈리아 거슬리스타야
- 스테펜 메네케스
- 닉 골드먼

## 제작진
- 협력프로듀서: 울프강 허롤드
- 협력프로듀서: 마이클 로쉬
- 협력프로듀서: 피터 쉬러
- 협력프로듀서: 조나단 쇼어
- 조감독: 세젠 세르닉
- 조감독: 브라이언 C. 나이트
- 조감독: 타냐 나이트
- 조감독: 안토니 스톤
- 미술: 마르코 비트너 로저
- 세트: 다미르 가벨리카
- 의상: 카트리나 맥카시
- 분장부문: 이브 아크닌
- 분장부문: 마티유 밥티스타
- 분장부문: 베아트리스 보로위엑
- 분장부문: 조랜다 부힌
- 분장부문: 베란게르 코테익
- 분장부문: 메리마 디코티
- 분장부문: 에릭 듀크론
- 분장부문: 프랭크 고디어
- 분장부문: 로랑 휴에트
- 분장부문: 피에르-폴 제인
- 분장부문: 해롤드 레비
- 분장부문: 마이클 마시아스
- 분장부문: 자크 올리비에 모롱
- 분장부문: 알렉시스 와워카
- 프로덕션매니저: 맛코 부릭
- 프로덕션매니저: 보리스 벨리칸